# 少鱗魮脂鯉
少鱗魮脂鯉，為輻鰭魚綱脂鯉目脂鯉亞目脂鯉科的其中一個種，為熱帶淡水魚，分布於南美洲委內瑞拉北部Lara淡水流域，體長可達2.9公分，棲息在底中層水域，生活習性不明。

## 扩展阅读
- 維基物種上的相關：少鱗魮脂鯉